# Мајкл Кертиз
Мајкл Кертиз (енгл. Michael Curtiz, рођен као Мано Каминер Кертес, /мађ. Kertész Kaminer Manó/ или као Михаљ Кертес /мађ. Kertész Mihály/ , Будимпешта, 24. децембар 1886 − Холивуд, 10. април 1962) амерички је филмски редитељ мађарског порекла.
У Мађарској, Данској, Аустрији, Немачкој и Француској режирао је преко 50 филмова. Године 1912. режирао је „Данас и сутра“ (Today and Tomorrow), први мађарски играни филм . Године 1926. преселио се у САД где је потписао уговор са компанијом Ворнер брос за коју је у следећих тридесет година режирао преко 100 филмова.
Врхунац Кертизове каријере био је 20-их и 30-их година 20. века, док је током 40-их година његова редитељска каријера стагнирала.
Као редитељ се опробао у свим филмским жанровима и био је пример редитеља-занатлије који је свој европски проседе потпуно прилагодио холивудским стандардима и начину рада. За рад у својим филмовима ангажовао је највећа сценаристичка, сниматељска и глумачка имена свог студија, а био је познат по томе што се чврсто придржавао рокова снимања, што га је доводило у честе сукобе са члановима филмске екипе, глумцима и техничким особљем.
Редитељ који је могао да уради све што му се понуди, деспот у раду с глумцима, естета попут Јозефа фон Штернберга, мајстор за мешање стилова у коктеле којима је тешко одредити жанр. Радио је филмове сјајне монтаже и лепе композиције кадрова, визуелно истанчане, уз учешће великих глумаца.

## Одабрана филмографија
- Алрауна (1918)
- Дракулина смрт (1921)
- Лавиринт ужаса (1921)
- Крвави капетан (1935)
- Поручник индијске бригаде (1936)
- Анђели гарава лица (1938)
- Авантуре Робина Худа (1938),
- Приватни живот Елизабете и Есекса (1938)
- Шериф из Доџ Ситија (1939),
- Морски орао (1940),
- Морски вук (1941),
- Фићфирић са севера (1942)
- Казабланка (1942, Оскар за режију),
- Милдред Пирс (1945)
- Златни лист (1950)
- Младић с трубом (1950)
- Египћанин (1954)
- Бели Божић (1954)
- Нисмо ми анђели (1955),
- Поносни бунтовник (1958)
- Пустоловине Хаклберија Фина (1960)
- Команчероси (1962)